# Convent dels Caputxins (Monòver)
L'església de l'antic convent de Caputxins de Monòver, és un edifici d'estil barroc que va ser construït a mitjan segle xviii.
L'origen de la seua fundació data de 1729 quan els frares caputxins prenen possessió d'unes cases per fundar un hospici, sota el patrocini del duc d'Híxar. No obstant això, l'edifici conventual i l'església no van començar a construir-se fins a 1743, concloent-se en 1760. En 1764, es constitueix en col·legi-seminari, formant-se aquí gran quantitat de missioners de l'ordre que van evangelitzar el centre i sud del continent americà. En 1835, a conseqüència de la desamortització va ser abandonat. D'aquesta fundació, actualment només es conserva l'església conventual, sota l'advocació de La nostra Senyora del Pilar.

## Descripció
Es tracta d'un temple de planta rectangular que consta de nau única amb capelles entre contraforts del tipus desenvolupat, especialment, per la Companyia de Jesús, coberta amb un volta de canó amb llunetes cegues.
Exteriorment manca de portada i elements escultòrics, tan sols l'escut del duc d'Híxar, llaurat en pedra, sobre la porta d'entrada. Es remata amb frontó corb en façana, la qual resulta ser asimètrica per l'annexió de la capella de Sant Josep, que és anterior a l'Església.
El creuer disposa superiorment de cúpula semiesfèrica rematada amb una coberta inclinada a quatre aigües amb cobertura de teula ceràmica corba.
En contrast amb l'exterior, l'interior està decorat en un ric programa iconogràfic, típic de les esglésies franciscanes, de caràcter popular i gran ingenuïtat. Sobre les blanques superfícies hi ha pintades línies blaves i ocres, sanefes, símbols de la passió així com frescos amb imatges de sants i frares.
Adossada al temple i comunicada amb ell, la capella de la Venerable Ordre Tercera de Penitència amb planta de creu grega i coberta amb cúpula sobre petxines. Formant part d'aquest conjunt, destaca la capella de Sant Josep, la fàbrica de la qual és anterior a la construcció de l'Església, sent el seu origen l'ermita que l'Ajuntament va edificar perquè servís de capella fins que fos construïda l'Església Conventual
Va ser cedit a l'Ajuntament de Monòver, a petició del propi Ajuntament, per decret d'Espartero de 1841, sis anys després que els monjos ho abandonessin.